# Сульфит бария
Сульфи́т ба́рия — неорганическое соединение, 
соль металла бария и сернистой кислоты с формулой BaSO3,
белые кристаллы,
не растворяется в воде.

## Получение
- Пропускание диоксида серы через суспензию карбоната или гидроксид бария:

{\displaystyle {\mathsf {BaCO_{3}+SO_{2}\ {\xrightarrow {}}\ BaSO_{3}+CO_{2}\uparrow }}}
{\displaystyle {\mathsf {Ba(OH)_{2}+SO_{2}\ {\xrightarrow {}}\ BaSO_{3}+H_{2}O}}}

## Физические свойства
Сульфит бария образует белые кристаллы, плотностью в 4,44 г/см³.
Не растворяется в воде.

## Химические свойства
- Диспропорционирует при нагревании без доступа воздуха:

{\displaystyle {\mathsf {4BaSO_{3}\ {\xrightarrow {T}}\ BaS+3BaSO_{4}}}}
- Окисляется при нагревании на воздухе:

{\displaystyle {\mathsf {2BaSO_{3}+O_{2}\ {\xrightarrow {T}}\ 2BaSO_{4}}}}
- Реагирует с сильными кислотами:

{\displaystyle {\mathsf {BaSO_{3}+2HCl\ {\xrightarrow {}}\ BaCl_{2}+SO_{2}\uparrow +H_{2}O}}}